# Striatheca lineata
Striatheca lineata là một loài bọ cánh cứng thuộc chi Striatheca trong họ Ptinidae.